# Mechanical Violator Hakaider
Mechanical Violator Hakaider (人造人間ハカイダー, Jinzō Ningen Hakaidā) é um filme de Tokusatsu lançado em 1995 no Japão e produzido pela Toei Company. O filme mostra uma versão alternativa do personagem Hakaider, o arqui-rival da série Jinzō Ningen Kikaider.
Ambientado num futuro pós-apocalíptico, o filme mostra uma aventura sombria. Na utópica cidade de Jesus Town, o líder Guljef e seu anjo mecânico Mikhael controlam a população que vive sem vontade própria. Contra eles, um grupo de renegados luta para levar liberdade ao povo. Hakaider, um andróide esquecido, se une a eles. Mesmo lutando pela liberdade e justiça, mostra todo seu lado sanguinário.
O interessante desta aventura no estilo Tokusatsu é que houve uma certa inversão no visual dos personagens: o herói Ryu (Hakaider) tem uma aparência bem mais monstruosa do que seu rival Mikhael, o vilão. É, de certo modo, uma quebra de paradigma dentro do universo das produções Tokusatsus. 
Shotaro Ishinomori, criador de Mechanical Violator Hakaider, é também criador de outro personagen Tokusatsu de sucesso, Kamen Rider.